# دیدیه دانیو
دیدیه دانیو (انگلیسی: Didier Danio؛ زادهٔ ۱۰ مهٔ ۱۹۶۲) بازیکن فوتبال سابق اهل فرانسه است که در پست هافبک بازی می‌کرد.
از باشگاه‌هایی که در آن بازی کرده‌است می‌توان به باشگاه فوتبال نانسی، باشگاه فوتبال رن، باشگاه فوتبال اوسر، باشگاه فوتبال استاد رنس، و باشگاه فوتبال لوریان اشاره کرد.